# Vụ UFO Sperry
Vụ UFO Sperry là trường hợp cơ trưởng Willis Sperry và các phi hành đoàn khác trên máy bay DC-6 của hãng American Airlines đã chứng kiến vật thể bay không xác định (UFO) ở gần Mount Vernon, Maryland vào ngày 29 tháng 5 năm 1950. Vụ việc bị phơi bày qua giới truyền thông đã giúp thiết lập nhận thức phổ biến về hiện tượng UFO trong công chúng Mỹ theo lời tường thuật của các nhân chứng "đáng tin cậy" như phi công của hãng hàng không; một số tờ báo thậm chí đã mời Sperry tới phỏng vấn và sau này ông còn góp mặt trong bộ phim bán tài liệu năm 1956 của Clarence Greene có tựa đề Unidentified Flying Objects: The true story of flying saucers (Vật thể bay không xác định: Câu chuyện có thật về đĩa bay).

## Diễn biến vụ việc
Vụ việc bắt đầu khi chiếc máy bay của Sperry đã rời Sân bay Washington lúc 9 giờ 10 phút tối theo giờ EST trên chuyến bay đến Nashville và đang lên tới độ cao 20.000 ft. Điều kiện thời tiết rõ ràng, mặt đất bị mây mù che khuất và trăng tròn khoảng 25° so với đường chân trời. Khoảng 9 giờ 30 phút tối, cách 7 dặm về phía tây Mount Vernon, phi công phụ W. Gates cảnh báo Sperry về luồng sáng màu xanh lam hoặc hơi xanh ở phía trước và kích thước tăng dần. Trong một lá thư gửi cho tạp chí Flying vài tháng sau, Sperry mô tả luồng sáng này là "thứ ánh sáng chói lọi, khuếch tán, hơi xanh thuộc loại huỳnh quang [...] gấp 25 lần độ lớn của ngôi sao sáng nhất". Để tránh một vụ va chạm có thể xảy ra, Sperry đã bẻ lái máy bay và chuyển hướng 45° sang bên phải; luồng sáng này trông có vẻ như dừng lại trước khi chuyển hướng song hành cùng máy bay ở phía bên trái.
Suốt khoảng thời gian này, luồng sáng vọt qua rất nhanh giữa máy bay và phần trên của Mặt Trăng, để lộ một vật thể có hình bóng dài (phần nào gợi nhớ đến một chiếc tàu ngầm) không có cánh hoặc cánh đuôi nào hiện ra ngoài cả. Trong bức thư viết năm 1950, Sperry cho biết thứ ánh sáng màu xanh lam nằm ở mặt trước của vật thể, phi công phụ và kỹ sư chuyến bay R. Arnholt cũng thấy rõ luồng sáng này.
Vật thể lạ xem ra vọt qua phía sau cánh trái máy bay, các phi công rẽ sang trái và tiếp tục hành trình trước đó, nhưng Gates lại phát hiện ra luồng sáng qua cửa sổ bên phải "như thể nó đã vòng ra phía sau lưng họ". Tiếp theo, luồng sáng xuất hiện hướng về phía đông phía sau máy bay, và được Sperry quan sát thêm một lần nữa về phía phía sau hướng bên trái, theo hướng Đại Tây Dương; ông ước tính tổng thời gian quan sát là khoảng một phút, suốt thời điểm đó ánh sáng trông bất động hoàn toàn ít nhất hai lần.
Sperry liền báo cáo những quan sát về vật thể lạ này cho tháp kiểm soát không lưu Washington, nhưng họ chẳng nhìn thấy được gì trên màn hình radar cả. Ông cũng quay sang trò chuyện với các hành khách trên máy bay, nói về một người đàn ông đã tận mắt nhìn thấy "luồng sáng cực chói vượt qua mạn trái của con tàu này".

## Phỏng vấn nhân chứng
Ngoài các cuộc phỏng vấn trên báo chí ngay sau khi chứng kiến UFO, cánh nhà báo còn được kiểm soát viên không lưu thông báo vụ việc và sự hiện diện của anh ta trong bộ phim năm 1956 (mà vụ này cùng với sự kiện Mantell, không chiến Gorman và những trường hợp khác có mặt trong bộ phim được coi là rất khó giải thích vào thời điểm đó), Sperry còn được đài KABC-TV mời phỏng vấn vào năm 1964. Nhà nghiên cứu UFO nổi tiếng là Tiến sĩ James E. McDonald đã tiến hành phỏng vấn Sperry và Arnholt để biết thêm chi tiết về biến cố này vào năm 1968.
Kế đến Sperry cho biết là Hank Myers, sau làm phi công lái máy bay riêng cho Tổng thống Harry S. Truman, từng lái một chiếc máy bay AAA khác ở Washington giữa Nashville và Knoxville cùng một đêm, và đã chứng kiến một quả thiên thạch sáng rơi xuống từ thiên đỉnh về phía đông, nhưng sau dường như di chuyển theo chiều ngang trong vài giây. So sánh thời gian và vị trí tương đối từ máy bay của mình với máy bay của Myers, Sperry cảm thấy rằng đây có thể là hiện tượng hoặc vật thể giống cái mà ông tận mắt nhìn thấy. Tuy vậy, cả ông và phi công phụ tên Gates đều đã "giảm bớt" khả năng hiện tượng này là một thiên thạch là do chuyển động của nó.